# Dicliptera vestita
Dicliptera vestita är en akantusväxtart som beskrevs av Raymond Benoist. Dicliptera vestita ingår i släktet Dicliptera och familjen akantusväxter. Inga underarter finns listade i Catalogue of Life.